# Dziesięciny II
Dziesięciny II – osiedle w Białymstoku, położone w północno-zachodniej części miasta.

## Obiekty i tereny zielone
- Zespół Szkół Zawodowych nr 5
- Szkoła Podstawowa nr 38
- Szkoła Podstawowa nr 47
- Biblioteka filia nr 9 Książnicy Podlaskiej - ul. Gajowa 73

## Opis granic osiedla
Od rzeki Białej ulicą gen. St. Maczka do ulicy Oliwkowej, Oliwkową, Palmową, gen. Józefa Hallera, Antoniuk Fabryczny do rzeki Białej, wzdłuż rzeki Białej do ul. gen. St. Maczka.

## Ulice i place znajdujące się w granicach osiedla
Antoniuk Fabryczny-parzyste od 40 do końca, Gajowa-nieparzyste od 53 do końca, parzyste od 52 do końca, gen. Stanisława Maczka-nieparzyste brak budynków, gen. Józefa Hallera-nieparzyste 5-27, Jarzębinowa, Oliwkowa-nieparzyste, Palmowa, Porzeczkowa, św. Kazimierza-budynek 12, Wiśniowa, Zagórna-nieparzyste 5-39, parzyste 2-10.
W grudniu 2016 roku zmieniono nazwę ulicy generała Zygmunta Berlinga na generała Józefa Hallera.